# Tijjani Reijnders
Tijjani Martinus Jan Reijnders Lekatompessy (Zwolle, 29 de julio de 1998) es un futbolista neerlandés que juega de centrocampista en el Manchester City F. C. de la Premier League de Inglaterra.

## Trayectoria

### Zwolle
Reijnders, que debutó en la Eredivisie con el PEC Zwolle el 13 de agosto de 2017 como suplente breve ante el Roda JC. En el minuto 91 entró en el campo sustituyendo al cansado Erik Bakker. Estos fueron sus únicos minutos con el Zwolle. El centrocampista estuvo en el banquillo durante los dos siguientes partidos de la Eredivisie y posteriormente fue traspasado al AZ. Firmó un contrato de tres años con opción a dos.

### AZ Alkmaar
En el AZ, Reijnders tuvo que jugar primero en las categorías inferiores del Alkmaar. Poco antes de su fichaje por el AZ, el centrocampista trabajó en un supermercado. Llenaba los estantes, me sentaba en la caja y ganaba unos cientos de euros al mes.  Tras jugar en el filial del AZ durante un año y medio, el optó por una aventura en el RKC Waalwijk. Sin embargo, el periodo de alquiler duró poco, ya que la temporada 2019/20 se vio interrumpida por la pandemia de coronavirus.
A pesar de haberse unido al club en el verano de 2017, Tijjani Reijnders solo había sido titular en 17 partidos de la Eredivisie con el AZ antes del inicio de la recién concluida temporada 22/23.  Reijnders estaba listo para comenzar su primera temporada como titular en el fútbol profesional a los 24 años. Jugaría casi todos los minutos, salvo 12 (tres veces más que en la temporada 21/22), en la campaña del AZ en la Eredivisie. Sorprendentemente, Reijnders solo se perdió 75 minutos en sus otros 20 partidos en todas las competiciones, siendo titular en 54 de los 54 partidos totales del AZ durante la temporada.
El Tijjani Reijnders jugó 128 partidos con el AZ en todas las competiciones, anotando 13 goles y brindando 15 asistencias.

### RKC Waalwijk
En 2020, fue cedido al RKC Waalwijk por seis meses, de enero a junio.

### Milan
El 19 de julio de 2023, Reijnders fichó por el club de la Serie A Milan, firmando un contrato de cinco años hasta junio de 2028.  El Milan pagó unos 20 millones de euros más bonificaciones. El 11 de noviembre de 2023, marcó su primer gol en la Serie A, fuera de casa contra el Lecce, en un empate 2-2.
En la temporada 2023-24 disputó 3.871 minutos en 50 partidos, sumando 4 sorbos y 4 asistencias. En la temporada 2024-25, el club italiano disputó 53 partidos, 15 goles y cinco asistencias.
Al final de la temporada 2024-25, Reijnders dejó Milán, donde había disputado 104 partidos oficiales con el equipo, marcando 19 goles y dando nueve asistencias.

### Manchester City
El 11 de junio de 2025, el club de la Premier League Manchester City anunció el fichaje de Reijnders con un contrato de cinco años por un valor estimado de £46.5m. El 18 de junio, Reijnders debutó con el Manchester City contra el Wydad Casablanca en la primera ronda de la Copa Mundial de Clubes de la FIFA. Con un resultado final de 2-0.

## Selección nacional
El 7 de septiembre de 2023, fue suplente con la selección neerlandesa en un partido de clasificación para la Eurocopa 2023 contra Grecia (victoria por 3-0). El 13 de octubre de 2023, debutó como titular en un partido de clasificación para la Eurocopa 2023 contra Francia (derrota por 1-2). El 22 de marzo de 2024, marcó su primer gol con la selección neerlandesa en un amistoso contra Escocia (victoria por 4-0).

### Participaciones en Eurocopas
| Copa          | Sede     | Resultado   | Partidos | Goles |
| ------------- | -------- | ----------- | -------- | ----- |
| Eurocopa 2024 | Alemania | Semifinales | 6        | 0     |

## Vida personal
Es hijo de Martin Reynders, y hermano de Eliano Reijnders, también futbolistas profesionales. Es descendiente de indonesios por vía materna.

## Estadísticas

### Clubes
Actualizado al último partido disputado el 24 de mayo de 2025.
| Club                        | Div.          | Temporada     | Liga  | Liga  | Liga   | Copas nacionales | Copas nacionales | Copas nacionales | Copas internacionales | Copas internacionales | Copas internacionales | Total | Total | Total  |
| Club                        | Div.          | Temporada     | Part. | Goles | Asist. | Part.            | Goles            | Asist.           | Part.                 | Goles                 | Asist.                | Part. | Goles | Asist. |
| --------------------------- | ------------- | ------------- | ----- | ----- | ------ | ---------------- | ---------------- | ---------------- | --------------------- | --------------------- | --------------------- | ----- | ----- | ------ |
| PEC Zwolle · Países Bajos   | 1.ª           | 2017-18       | 1     | 0     | 0      | 0                | 0                | 0                | —                     | —                     | —                     | 1     | 0     | 0      |
| PEC Zwolle · Países Bajos   | Total club    | Total club    | 1     | 0     | 0      | 0                | 0                | 0                | 0                     | 0                     | 0                     | 1     | 0     | 0      |
| Jong AZ · Países Bajos      | 2.ª           | 2017-18       | 31    | 6     | 7      | —                | —                | —                | —                     | —                     | —                     | 31    | 6     | 7      |
| Jong AZ · Países Bajos      | 2.ª           | 2018-19       | 36    | 8     | 1      | —                | —                | —                | —                     | —                     | —                     | 36    | 8     | 1      |
| Jong AZ · Países Bajos      | 2.ª           | 2019-20       | 16    | 3     | 3      | —                | —                | —                | —                     | —                     | —                     | 16    | 3     | 3      |
| AZ Alkmaar · Países Bajos   | 1.ª           | 2017-18       | 1     | 0     | 1      | 0                | 0                | 0                | —                     | —                     | —                     | 1     | 0     | 1      |
| AZ Alkmaar · Países Bajos   | 1.ª           | 2018-19       | 0     | 0     | 0      | 1                | 0                | 0                | 0                     | 0                     | 0                     | 1     | 0     | 0      |
| AZ Alkmaar · Países Bajos   | 1.ª           | 2019-20       | 3     | 0     | 0      | 0                | 0                | 0                | 0                     | 0                     | 0                     | 3     | 0     | 0      |
| RKC Waalwijk · Países Bajos | 1.ª           | 2019-20       | 8     | 0     | 1      | —                | —                | —                | —                     | —                     | —                     | 8     | 0     | 1      |
| RKC Waalwijk · Países Bajos | Total club    | Total club    | 8     | 0     | 1      | 0                | 0                | 0                | 0                     | 0                     | 0                     | 8     | 0     | 1      |
| Jong AZ · Países Bajos      | 2.ª           | 2020-21       | 8     | 2     | 0      | —                | —                | —                | —                     | —                     | —                     | 8     | 2     | 0      |
| Jong AZ · Países Bajos      | Total club    | Total club    | 91    | 19    | 11     | 0                | 0                | 0                | 0                     | 0                     | 0                     | 91    | 19    | 11     |
| AZ Alkmaar · Países Bajos   | 1.ª           | 2020-21       | 22    | 0     | 0      | 0                | 0                | 0                | 0                     | 0                     | 0                     | 22    | 0     | 0      |
| AZ Alkmaar · Países Bajos   | 1.ª           | 2021-22       | 35    | 6     | 2      | 4                | 0                | 0                | 7                     | 0                     | 0                     | 46    | 6     | 2      |
| AZ Alkmaar · Países Bajos   | 1.ª           | 2022-23       | 34    | 4     | 6      | 2                | 0                | 1                | 17                    | 4                     | 3                     | 53    | 8     | 10     |
| AZ Alkmaar · Países Bajos   | Total club    | Total club    | 95    | 10    | 9      | 7                | 0                | 1                | 24                    | 4                     | 3                     | 126   | 14    | 13     |
| A. C. Milan · Italia        | 1.ª           | 2023-24       | 36    | 3     | 3      | 2                | 0                | 0                | 12                    | 1                     | 0                     | 50    | 4     | 3      |
| A. C. Milan · Italia        | 1.ª           | 2024-25       | 37    | 10    | 4      | 7                | 2                | 0                | 10                    | 3                     | 0                     | 54    | 15    | 4      |
| A. C. Milan · Italia        | Total club    | Total club    | 73    | 13    | 7      | 9                | 2                | 0                | 22                    | 4                     | 0                     | 104   | 19    | 7      |
| Total carrera               | Total carrera | Total carrera | 268   | 42    | 28     | 16               | 2                | 1                | 44                    | 8                     | 3                     | 328   | 47    | 31     |

## Palmarés

### Títulos nacionales
| Título              | Club        | País   | Año  |
| ------------------- | ----------- | ------ | ---- |
| Supercopa de Italia | A. C. Milan | Italia | 2024 |

### Distinciones individuales
| Distinción                        | Año                  |
| --------------------------------- | -------------------- |
| Mejor mediocampista de la Serie A | 2025[cita requerida] |